# Найдёнов, Виктор Васильевич
Виктор Васильевич Найдёнов (9 сентября 1931, п. Мучкап, Центрально-Чернозёмная область, РСФСР, СССР — 2 июня 1987, Москва, СССР) — советский государственный деятель, работник органов прокуратуры и судебной системы.

## Биография

Могила Найдёнова на Новодевичьем кладбище Москвы.

В 1954 году окончил Московский юридический институт. Кандидат юридических наук.
- 1954—1955 — следователь прокуратуры Дрегельского района Новгородской области.
- 1955—1960 — следователь, прокурор Маловишерского района Новгородской области.
- 1960—1962 — прокурор Мелекесской межрайонной прокуратуры, Ульяновская область.
- 1962—1969 — заместитель прокурора, первый заместитель прокурора, прокурор Ульяновской области.
- 1969—1973 — инструктор Отдела административных органов ЦК КПСС.
- 1973—1977 — заместитель прокурора РСФСР.
- 1977—1981 — заместитель Генерального прокурора СССР — начальник следственного управления Прокуратуры СССР. Занял принципиальную позицию и вступил в неравное противостояние с С. Ф. Медуновым во время расследования Сочинско-Краснодарского дела, в результате чего был уволен со своего поста.
- 1981—1982 — заместитель начальника отдела по расследованию уголовных дел о преступных посягательствах на грузы Главного следственного управления МВД СССР.
- 1982—1984 — заместитель начальника Академии МВД СССР.
- 1984—1987 — первый заместитель Генерального прокурора СССР[1].
- С марта 1987 года Главный государственный арбитр СССР.

## Память
```
Память В. В. Найденова увековечена в Следственном комитете Российской Федерации. В Зале истории предварительного следствия в России создана посвященная В.В. Найденову экспозиция, где хранятся его личные вещи. Портрет В. В. Найденова, наряду с портретами 
Г. П. Каракозова
, Ю.А. Зверева, С.М. Громова, Ю.Д. Любимова, 
А. Х. Кежояна
 и других выдающихся следственных работников прокуратуры Союза ССР на рубеже 20-21 вв., размещен в галерее портретов.
```

7 декабря 2021 г. в почтовое обращение тиражом 90 тыс. экз. вышла марка (художник-дизайнер Р. Комса), посвящённая государственному деятелю, работнику следственных органов прокуратуры Виктору Васильевичу Найденову. На почтовой марке изображены портрет В.В. Найденова и щит особой формы с мечами как элемент форменной одежды. Дополнительно к выпуску почтовой марки издан конверты первого дня и изготовлен штемпель специального гашения для Москвы.
Для обучающихся в образовательных учреждениях Следственного комитета Российской Федерации лиц в 2020 г. учреждена ежегодная стипендия имени В.В. Найденова. Она выплачивается студентам, добившимся значительных результатов в профессиональном обучении, научно-исследовательской работе, спортивной, культурно-массовой и волонтерской деятельности по итогам прошедшего учебного года.
В сентябре 2021 г. в образовательных учреждениях Следственного комитета Российской Федерации прошел уроки памяти, посвященный 90-летию со дня рождения В.В. Найденова.

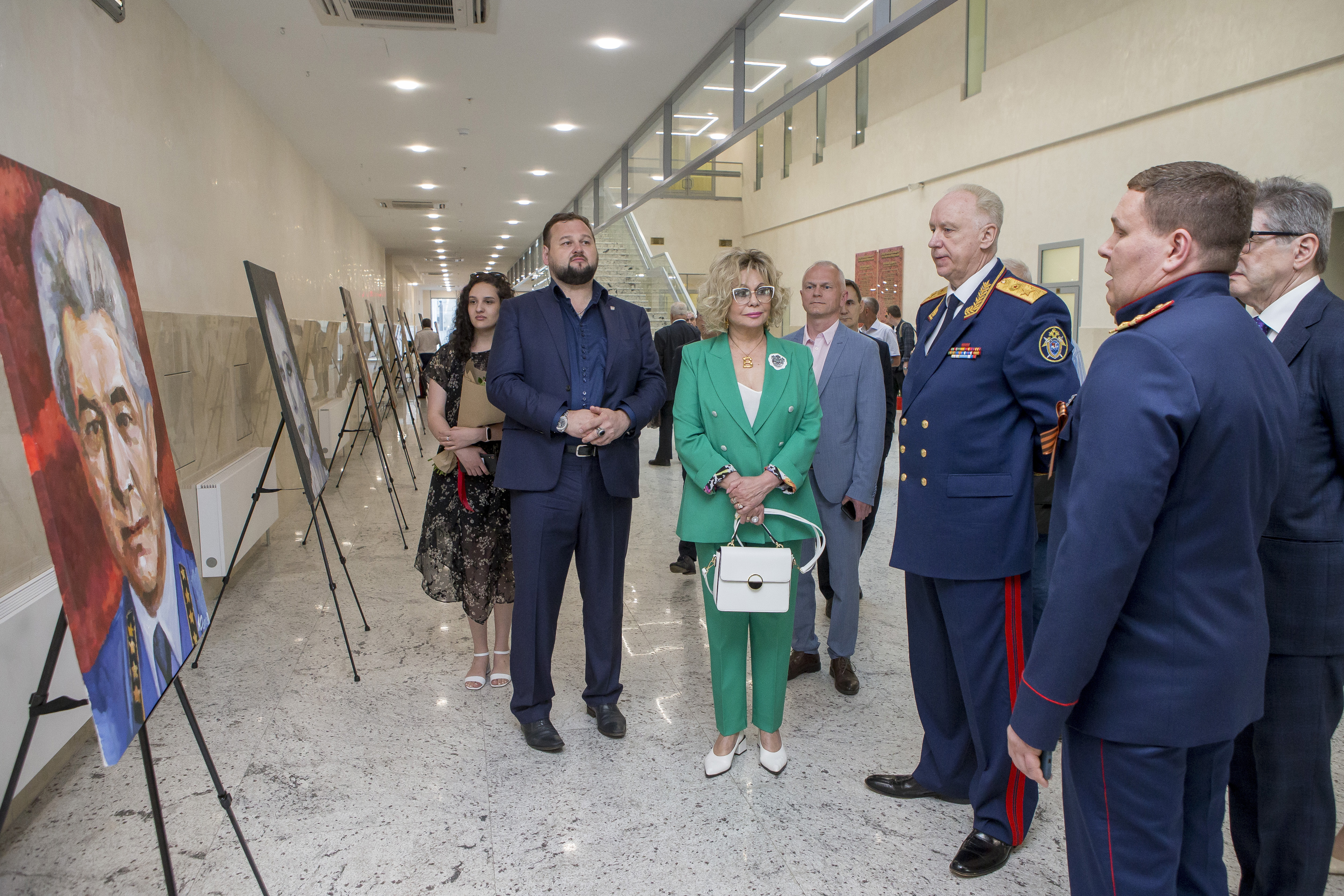
Презентация портрета В. В. Найденова

В рамках празднования года 350-летия со дня рождения основателя следственных канцелярий Петра I, 10 июня 2022 г. в административном здании Следственного комитета Российской Федерации состоялось открытие выставки «Российское следствие: эпохи и судьбы», где были представлены портреты известных государственных и общественных деятелей России в исполнении художника — портретиста-импрессиониста М. П. Юсупова. Среди многочисленных портретов был представлен и портрет В. В. Найденова.

## Фильмография
- 1987 — Чем пахнут деньги? (документальный) — консультант

#### Киновоплощения
- 1991 — Клан — Евгений Ташков (Надеин)
- 1992 — «Убийство на „Ждановской“» — Владимир Ивашов.